# 蒲原駅 (福岡県)
蒲原駅（かまはらえき）は、かつて福岡県八女市大字立野に設置されていた、日本国有鉄道（国鉄）矢部線の駅（廃駅）である。
1958年（昭和33年）2月、花宗駅・今古賀駅と同時に開業した小さな駅で、開業当初から廃止に至るまで駅舎すらない無人駅であった。
矢部線の廃止に伴い、1985年（昭和60年）4月1日4月1日に廃駅となった。

## 歴史
- 1958年（昭和33年）2月1日：鵜池駅 - 筑後福島駅間に、旅客駅として新設[1]。
- 1985年（昭和60年）4月1日：矢部線の全線廃止に伴い、廃駅となる[1]。

## 駅構造
廃止時点で単式ホーム1面1線を有し、その一部に待合場所としてベンチと屋根があるのみであった。

## 駅周辺
周囲には、電照菊のビニールハウスが広がっていた。

## 現状
現在駅跡地は、農地の一部および道路となっている。

## 隣の駅
日本国有鉄道
矢部線
鵜池駅 - 蒲原駅 - 筑後福島駅